# Willem Jeths
Willem Jeths (født 31. august 1959 i Amersfoort, Holland) er en hollandsk komponist, pianist, lærer og musikolog.
Jeths studerede som ung klaver og musikteori på Musikskolen i Amersfoort, og studerede senere komposition på Sweelinck Musikkkonservatoriet i Amsterdam (1980-1982), og senere videre igen på Musikkonservatoriet i Utrecht hos bl.a. Tristan Keuris, med endt eksamen i 1988. Han studerede sideløbende med sine kompositionsstudier musikvidenskab på Universitetet i Amsterdam. Jeths har skrevet en symfoni, orkesterværker, kammermusik, koncertmusik, operaer, strygekvartetter etc. Han har undervist i komposition ved Musikkonservatoriet i Amsterdam siden 2007. Jeths underviste også i komposition på Fontys Musikkonservatorium i Tilburg (2003-2007).

## Udvalgte værker
- Symfoni nr. 1 (2012) - for orkester
- Metanoia (2012) - for orkester
- Klaverkoncert "Fas/Nefas" (1997) - for klaver og orkester
- Flygelhornkoncert (2002) - for flygelhorn og orkester
- Skala - Mahlers grav (2010) - for orkester
- Riratto (2020) - opera